# Тайминги (оперативная память)
Латентность (в том числе англ. CAS Latency, CL; жарг. тайминг) — временна́я задержка сигнала при работе динамической оперативной памяти со страничной организацией, в частности, SDRAM. Эти временны́е задержки также называют таймингами и для краткости записывают в виде трёх чисел, по порядку: латентность строба адреса столбца — Column Address Strobe (CAS) latency (CL), задержка активации строки — Row Address to Column Address Delay (TRCD) и время обновления (предзаряда) строки — Row Precharge Time (TRP). От них в значительной степени зависит пропускная способность участка «процессор-память» и задержки чтения данных из памяти и, как следствие, быстродействие системы.
Мера латентности — такт шины[какой?] памяти. Таким образом, каждая цифра в формуле 2-2-2 означает задержку сигнала для обработки, измеряемая в тактах шины памяти. Если указывается только одна цифра (например, CL2), то подразумевается только первый параметр, то есть CAS-латентность.
Иногда формула латентности памяти может состоять из четырёх цифр, например 2-2-2-6. Последний параметр называется временем рабочего цикла DRAM — DRAM Cycle Time (TRAS/TRC) и характеризует быстродействие всей микросхемы памяти. Он определяет отношение интервала времени активности строки — Row Active Time, так же называемого латентностью строба адреса строки — Row Address Strobe (TRAS), к периоду, в течение которого завершается полный цикл открытия и обновления (предзаряда) строки — Row Cycle Time (TRC), также называемого циклом банка (Bank Cycle Time).
Производители обычно снабжают свои чипы, на основе которых построена планка памяти, информацией о рекомендуемых значениях таймингов для наиболее распространенных частот системной шины. На планке памяти информация хранится в чипе SPD и доступна чипсету. Просмотреть эту информацию можно программным образом, например, программой CPU-Z.
С точки зрения пользователя, информация о таймингах позволяет примерно оценить производительность оперативной памяти до её покупки. Таймингам памяти поколений DDR и DDR2 придавалось большое значение, поскольку кэш процессора был относительно мал и программы часто обращались к памяти. Таймингам памяти поколения DDR3 уделяется меньше внимания, поскольку современные процессоры (например AMD Bulldozer, Trinity и Intel Core i5, i7) имеют сравнительно большие L2-кэши и снабжены огромным L3-кэшем, что позволяет этим процессорам гораздо реже обращаться к памяти, а в некоторых случаях программа и её данные целиком помещается в кэш процессора (см. Иерархия памяти).

## Тайминги
| Имя параметра | Обозначение | Определение |
| --- | ----------- | --- |
| Латентность строба адреса столбца (CAS-латентность) | CL          | Задержка между отправкой в память адреса столбца и началом передачи данных. Время, требуемое на чтение первого бита из памяти, когда нужная строка уже открыта. |
| Задержка активации строки (Row Address to Column Address Delay) | TRCD        | Число тактов между открытием строки и доступом к столбцам в ней. Время, требуемое на чтение первого бита из памяти без активной строки — TRCD + CL. |
| Время обновления (предзаряда) строки (Row Precharge Time) | TRP         | Число тактов между командой на предварительный заряд банка (закрытие строки) и открытием следующей строки. Время, требуемое на чтение первого бита из памяти, когда активна другая строка — TRP + TRCD + CL. |
| Время активности строки (Row Active Time) | TRAS        | Число тактов между командой на открытие банка и командой на предварительный заряд. Время на обновление строки. Накладывается на TRCD. Минимальное время между активацией и предварительной зарядкой ряда памяти. Это количество циклов, в течение которых строка памяти может быть доступна для чтения/записи. Обычно примерно равно не ниже TRCD + TRP. |
| Примечания: - RAS : Row Address Strobe — строб адреса строки - CAS : Column Address Strobe — строб адреса столбца - TWR : Write Recovery Time, время, между последней командой на запись и предзарядом. Обычно TRAS = TRCD + TWR. - TRC : Row Cycle Time. TRC = TRAS + TRP. |             | |

### CAS-латентность
CAS-латентность (от англ. column address strobe latency, CAS latency, CL, CAS-задержка) — это период ожидания (выраженный в количестве циклов тактовой частоты шины памяти) между запросом процессора на получение содержимого ячейки памяти из открытой строки и временем, когда оперативная память сделает доступной для чтения первую ячейку запрошенного адреса.
Модули памяти SDR SDRAM могут иметь задержку CAS, равную 1, 2 или 3 циклам. Модули DDR SDRAM могут иметь задержку CAS, равную 2 или 2,5.
На модулях памяти обозначается как CAS или CL. Пометка CAS2, CAS-2, CAS=2, CL2, CL-2 или CL=2 обозначает величину задержки, равную 2.

### Примерные данные CAS-латентности памяти
| Поколение  | Тип       | Скорость передачи данных (мегатранзакций в секунду) | Время передачи бита | Скорость выдачи команд | Длительность цикла | CL  | 1-е слово | 4-е слово | 8-е слово |
| ---------- | --------- | --------------------------------------------------- | ------------------- | ---------------------- | ------------------ | --- | --------- | --------- | --------- |
| SDRAM      | PC100     | 100 МТ/с                                            | 10 нс               | 100 МГц                | 10 нс              | 2   | 20 нс     | 50 нс     | 90 нс     |
| SDRAM      | PC133     | 133 МТ/с                                            | 7,5 нс              | 133 МГц                | 7,5 нс             | 3   | 22,5 нс   | 45 нс     | 75 нс     |
| DDR SDRAM  | DDR-333   | 333 МТ/с                                            | 3 нс                | 166 МГц                | 6 нс               | 2,5 | 15 нс     | 24 нс     | 36 нс     |
| DDR SDRAM  | DDR-400   | 400 МТ/с                                            | 2,5 нс              | 200 МГц                | 5 нс               | 3   | 15 нс     | 22,5 нс   | 32,5 нс   |
| DDR SDRAM  | DDR-400   | 400 МТ/с                                            | 2,5 нс              | 200 МГц                | 5 нс               | 2,5 | 12,5 нс   | 20 нс     | 30 нс     |
| DDR SDRAM  | DDR-400   | 400 МТ/с                                            | 2,5 нс              | 200 МГц                | 5 нс               | 2   | 10 нс     | 17,5 нс   | 27,5 нс   |
| DDR2 SDRAM | DDR2-667  | 667 МТ/с                                            | 1,5 нс              | 333 МГц                | 3 нс               | 5   | 15 нс     | 19,5 нс   | 25,5 нс   |
| DDR2 SDRAM | DDR2-667  | 667 МТ/с                                            | 1,5 нс              | 333 МГц                | 3 нс               | 4   | 12 нс     | 16,5 нс   | 22,5 нс   |
| DDR2 SDRAM | DDR2-800  | 800 МТ/с                                            | 1,25 нс             | 400 МГц                | 2,5 нс             | 6   | 15 нс     | 18,75 нс  | 23,75 нс  |
| DDR2 SDRAM | DDR2-800  | 800 МТ/с                                            | 1,25 нс             | 400 МГц                | 2,5 нс             | 5   | 12,5 нс   | 16,25 нс  | 21,25 нс  |
| DDR2 SDRAM | DDR2-800  | 800 МТ/с                                            | 1,25 нс             | 400 МГц                | 2,5 нс             | 4,5 | 11,25 нс  | 15 нс     | 20 нс     |
| DDR2 SDRAM | DDR2-800  | 800 МТ/с                                            | 1,25 нс             | 400 МГц                | 2,5 нс             | 4   | 10 нс     | 13,75 нс  | 18,75 нс  |
| DDR2 SDRAM | DDR2-1066 | 1066 МТ/с                                           | 0,95 нс             | 533 МГц                | 1,9 нс             | 7   | 13,13 нс  | 15,94 нс  | 19,69 нс  |
| DDR2 SDRAM | DDR2-1066 | 1066 МТ/с                                           | 0,95 нс             | 533 МГц                | 1,9 нс             | 6   | 11,25 нс  | 14,06 нс  | 17,81 нс  |
| DDR2 SDRAM | DDR2-1066 | 1066 МТ/с                                           | 0,95 нс             | 533 МГц                | 1,9 нс             | 5   | 9,38 нс   | 12,19 нс  | 15,94 нс  |
| DDR2 SDRAM | DDR2-1066 | 1066 МТ/с                                           | 0,95 нс             | 533 МГц                | 1,9 нс             | 4,5 | 8,44 нс   | 11,25 нс  | 15 нс     |
| DDR2 SDRAM | DDR2-1066 | 1066 МТ/с                                           | 0,95 нс             | 533 МГц                | 1,9 нс             | 4   | 7,5 нс    | 10,31 нс  | 14,06 нс  |
| DDR3 SDRAM | DDR3-1066 | 1066 МТ/с                                           | 0,9375 нс           | 533 МГц                | 1,875 нс           | 7   | 13,13 нс  | 15,95 нс  | 19,7 нс   |
| DDR3 SDRAM | DDR3-1333 | 1333 МТ/с                                           | 0,75 нс             | 666 МГц                | 1,5 нс             | 9   | 13,5 нс   | 15,75 нс  | 18,75 нс  |
| DDR3 SDRAM | DDR3-1333 | 1333 МТ/с                                           | 0,75 нс             | 666 МГц                | 1,5 нс             | 6   | 9 нс      | 11,25 нс  | 14,25 нс  |
| DDR3 SDRAM | DDR3-1375 | 1375 МТ/с                                           | 0,73 нс             | 687 МГц                | 1,5 нс             | 5   | 7,27 нс   | 9,45 нс   | 12,36 нс  |
| DDR3 SDRAM | DDR3-1600 | 1600 МТ/с                                           | 0,625 нс            | 800 МГц                | 1,25 нс            | 9   | 11,25 нс  | 13,125 нс | 15,625 нс |
| DDR3 SDRAM | DDR3-1600 | 1600 МТ/с                                           | 0,625 нс            | 800 МГц                | 1,25 нс            | 8   | 10 нс     | 11,875 нс | 14,375 нс |
| DDR3 SDRAM | DDR3-1600 | 1600 МТ/с                                           | 0,625 нс            | 800 МГц                | 1,25 нс            | 7   | 8,75 нс   | 10,625 нс | 13,125 нс |
| DDR3 SDRAM | DDR3-1600 | 1600 МТ/с                                           | 0,625 нс            | 800 МГц                | 1,25 нс            | 6   | 7,50 нс   | 9,375 нс  | 11,875 нс |
| DDR3 SDRAM | DDR3-2000 | 2000 МТ/с                                           | 0,5 нс              | 1000 МГц               | 1 нс               | 10  | 10 нс     | 11,5 нс   | 13,5 нс   |
| DDR3 SDRAM | DDR3-2000 | 2000 МТ/с                                           | 0,5 нс              | 1000 МГц               | 1 нс               | 9   | 9 нс      | 10,5 нс   | 12,5 нс   |
| DDR3 SDRAM | DDR3-2000 | 2000 МТ/с                                           | 0,5 нс              | 1000 МГц               | 1 нс               | 8   | 8 нс      | 9,5 нс    | 11,5 нс   |
| DDR3 SDRAM | DDR3-2000 | 2000 МТ/с                                           | 0,5 нс              | 1000 МГц               | 1 нс               | 7   | 7 нс      | 8,5 нс    | 10,5 нс   |